# Passista

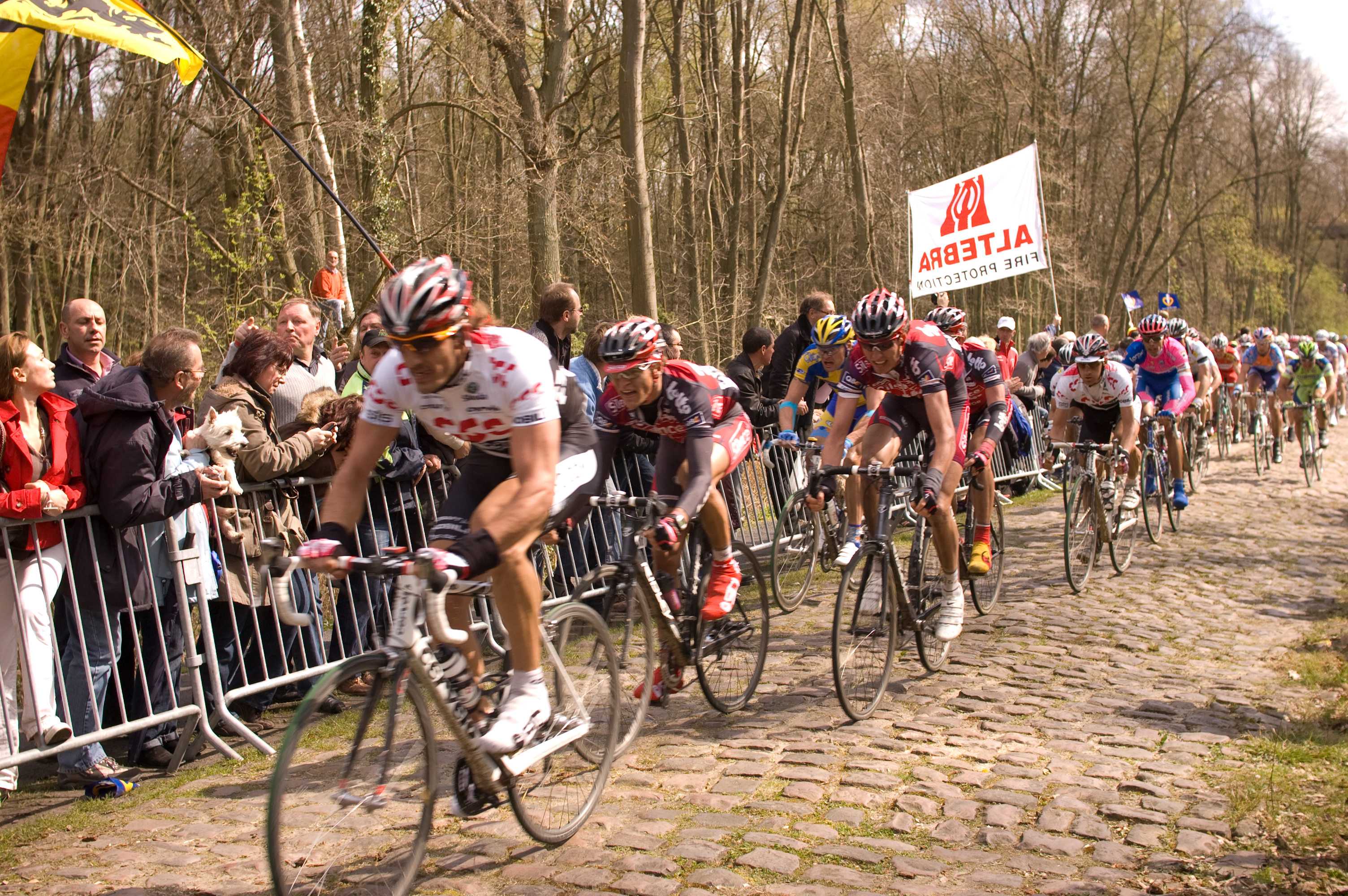
Passisti in gruppo nel tratto della foresta di Arenberg della Parigi-Roubaix

Nel ciclismo un passista è un atleta che ha una particolare attitudine alle gare su lunghi percorsi pianeggianti perché è capace di mantenere a lungo un'andatura sostenuta e regolare. Non è quindi né uno scalatore, né un velocista, ma un corridore che distribuisce le forze per arrivare al termine della competizione nelle migliori condizioni fisiche. Un passista è perciò un ciclista che ha fra le sue doti la resistenza più che lo scatto bruciante. Esistono tuttavia passisti discesisti che, aiutati da uno stato di forma dubbio, raggiungono velocità elevate sui tratti a pendenza negativa. I forti limiti su percorsi pianeggianti e in salita li fanno distinguere dal passista classico.

## Descrizione
Queste doti fanno del passista un corridore particolarmente adatto anche nelle gare a cronometro, sapendo affrontare con la costanza necessaria questo tipo di disciplina. Inoltre, i passisti si comportano molto bene soli in fuga, riuscendo a mantenere a debita distanza il gruppo senza bisogno di cambi con altri ciclisti. Sono quindi da controllare e da non lasciar scappare nelle ultime fasi di una gara. Nelle gare a tappe, spesso i passisti non vincono la gara, anche senza accumulare vittorie di tappa, poiché difficilmente tutte le tappe di una gara favoriscono le loro capacità.
Solitamente le doti di passista sono riferite a tratti di strada in pianura. In altri casi si parla di passisti-scalatori, che affiancano alle doti di resistenza su lunghe distanze dei buoni risultati sulle salite, che vengono affrontate non con scatti da scalatori mirati a staccare gli avversari, ma a ritmi costanti spesso seduti sul sellino e, all'occorrenza, sostenuti, in modo da scremare il gruppo o per dosare le forze: nel professionismo spesso sono questi i vincitori delle grandi corse a tappe ovvero i Grandi giri. In altri casi si parla di passisti veloci come possono essere i cacciatori di classiche, che sanno spuntare la vittoria di tappa o della gara di un giorno con uno sprint finale più che discreto, anche se non a livello dei velocisti puri.
Una via di mezzo tra passista e velocista è invece il finisseur ovvero un atleta capace di uno scatto e di una notevole sparata o allungo (anche 60 km/h) negli ultimissimi chilometri di una competizione, non più di 5 dal traguardo, riuscendo a staccare tutti gli altri e arrivare solo evitando la volata di gruppo o a ranghi ristretti.
Tra i migliori passisti della storia si ricordano Costante Girardengo, Alfredo Binda, Learco Guerra, Fausto Coppi, Jacques Anquetil, Felice Gimondi, Eddy Merckx, Joop Zoetemelk, Bernard Hinault, Miguel Indurain, Paolo Bettini, Alejandro Valverde, Vincenzo Nibali, Julian Alaphilippe, Tadej Pogačar, Wout Van Aert e Mathieu van der Poel.

## Galleria d'immagini

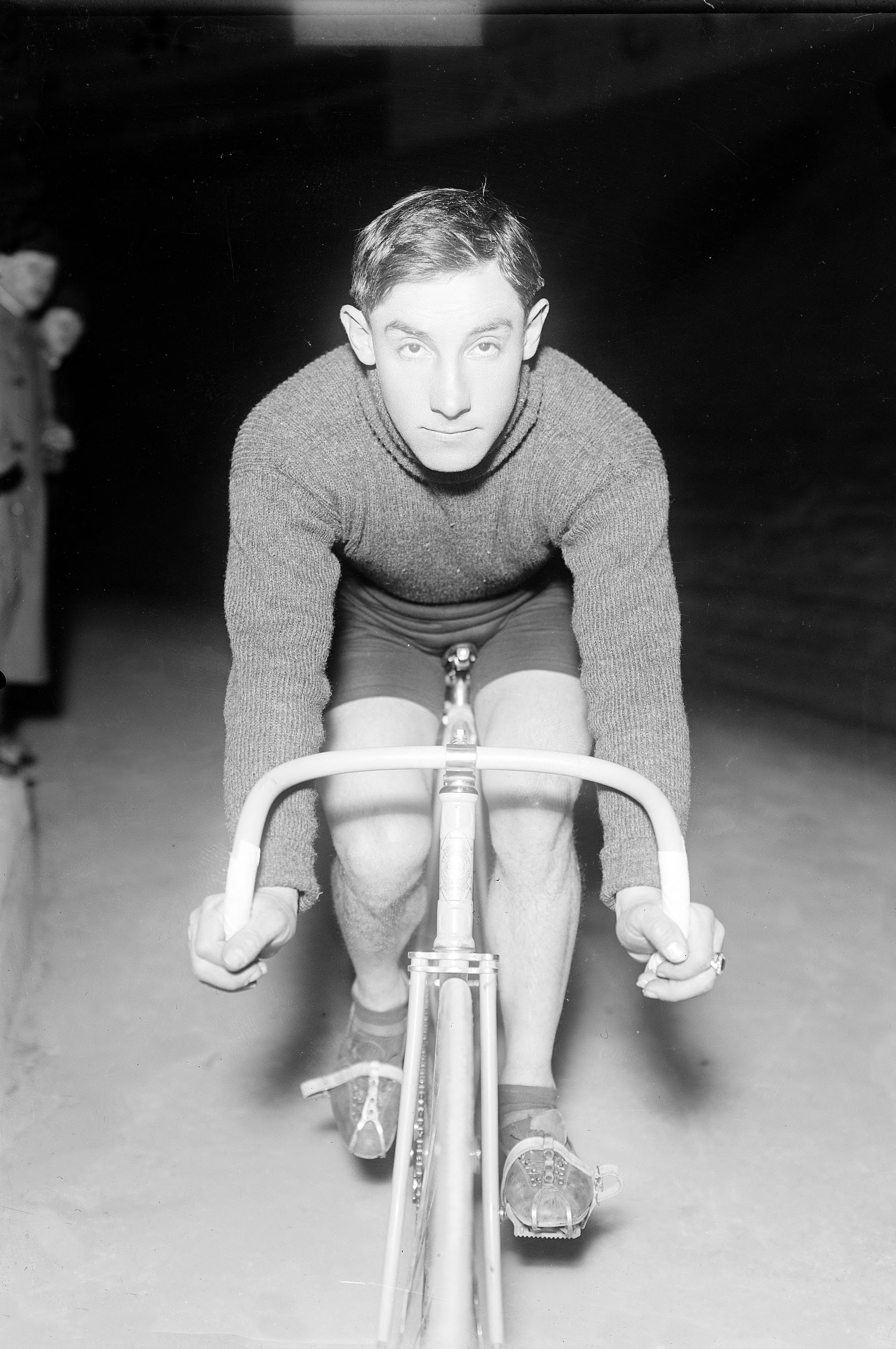
Costante Girardengo
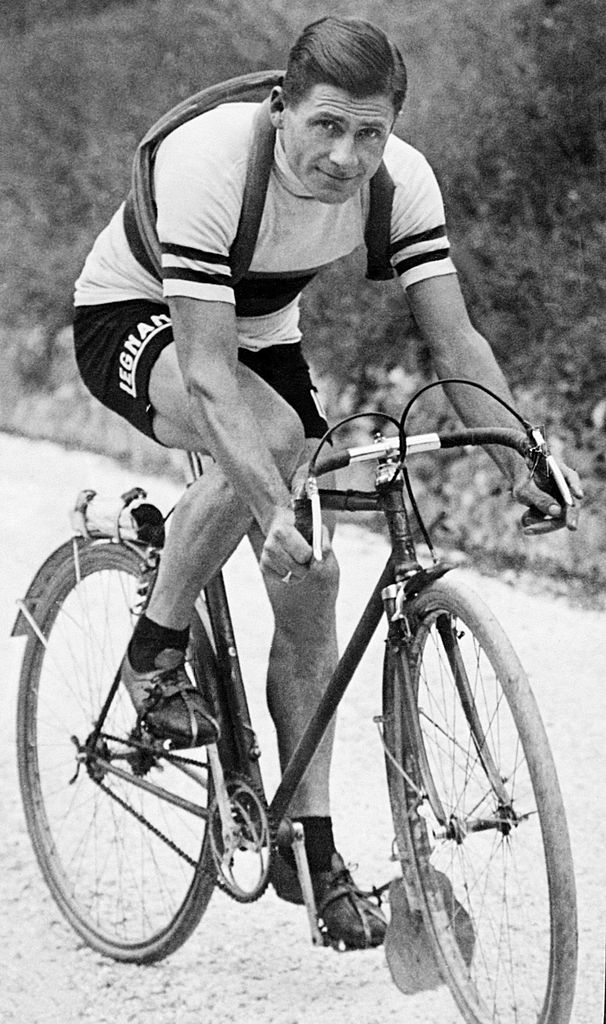
Alfredo Binda
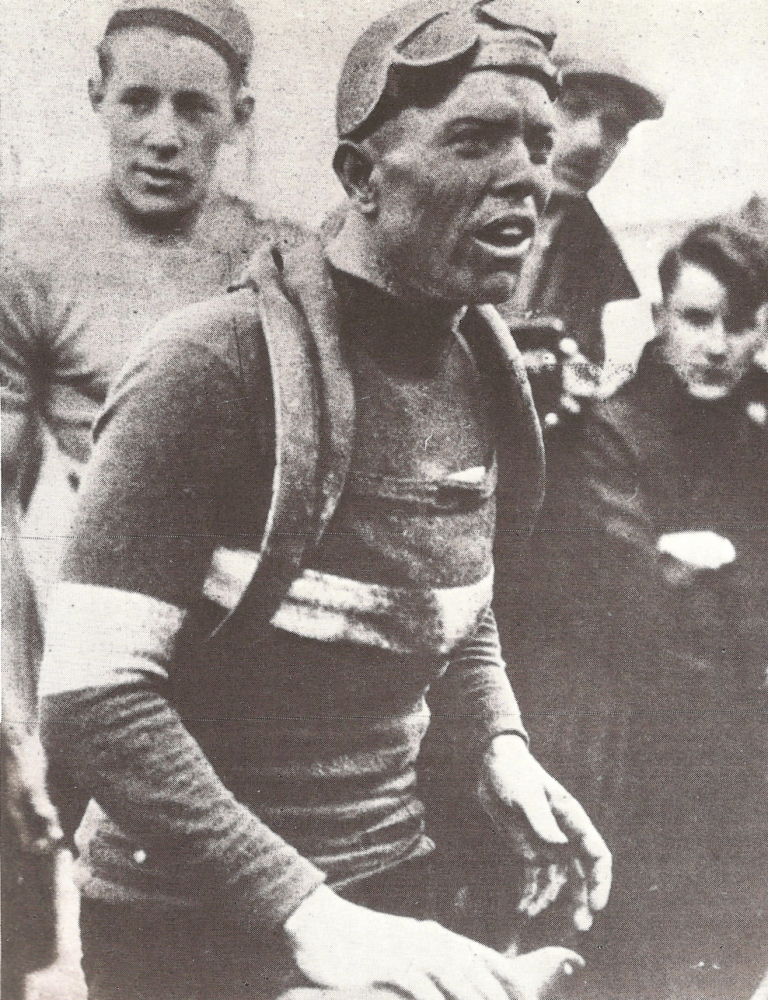
Learco Guerra
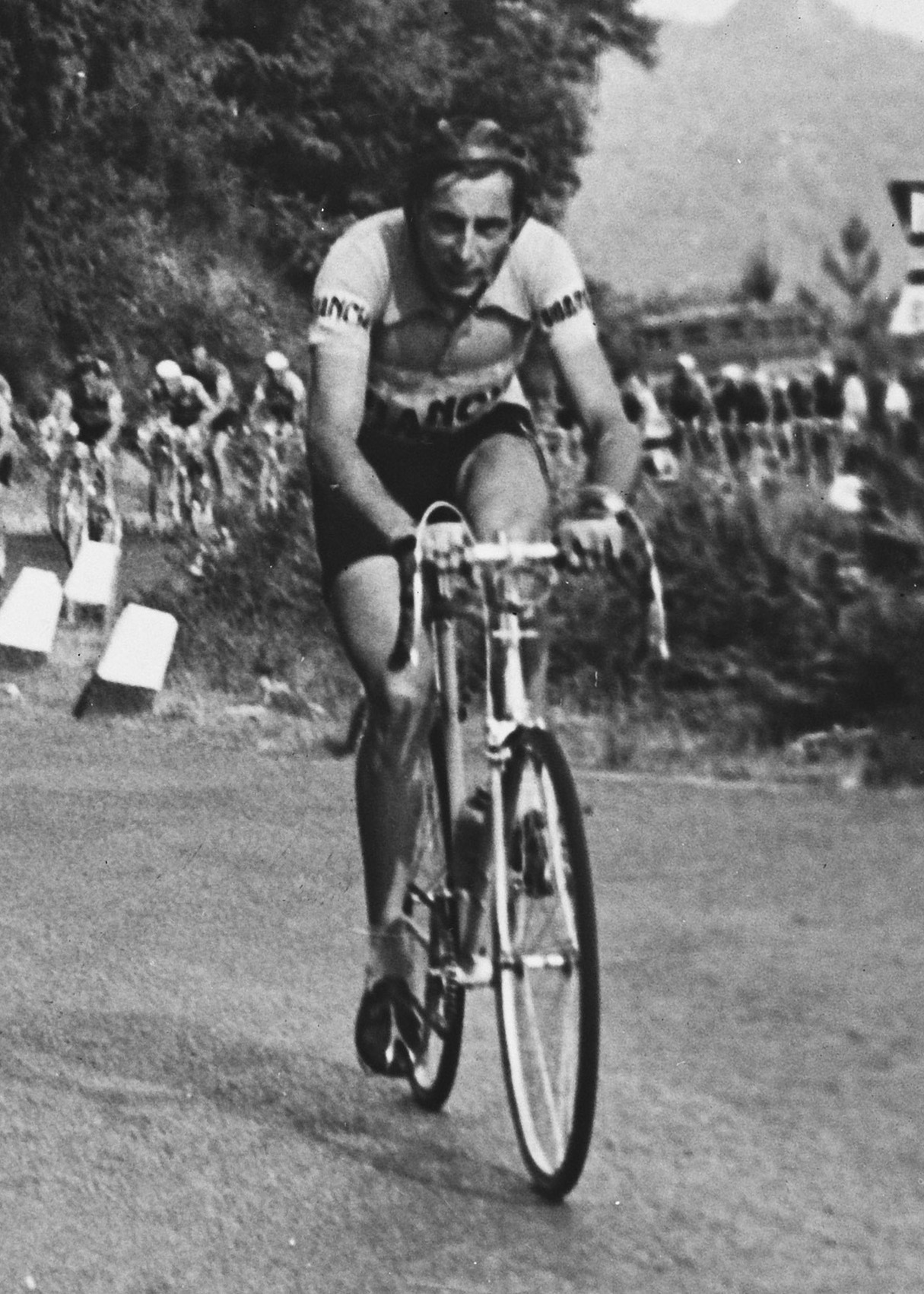
Fausto Coppi
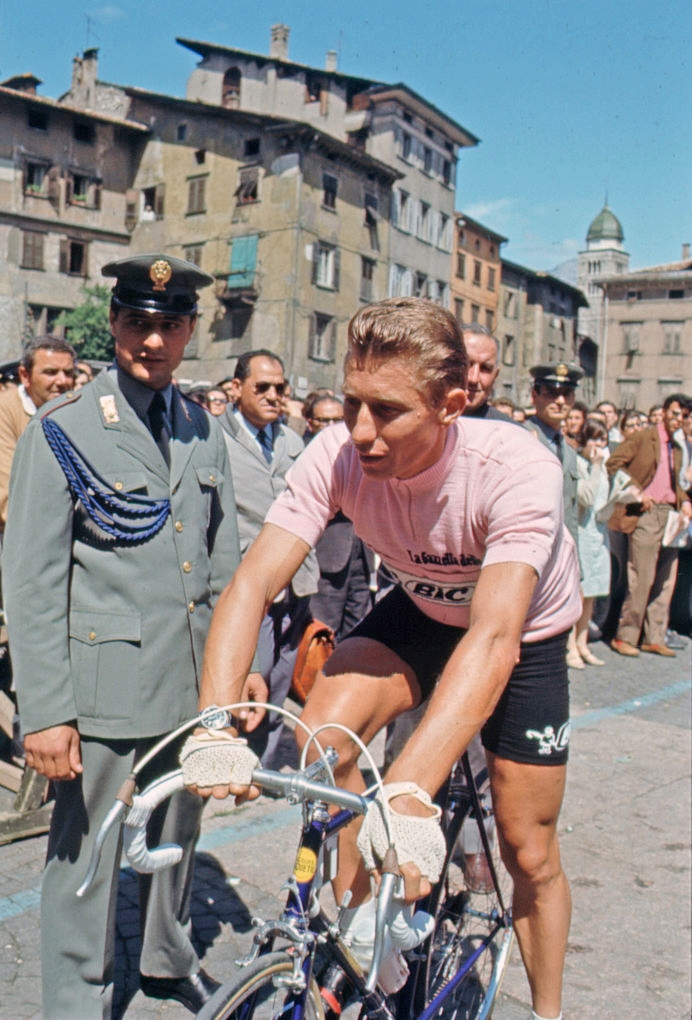
Jacques Anquetil
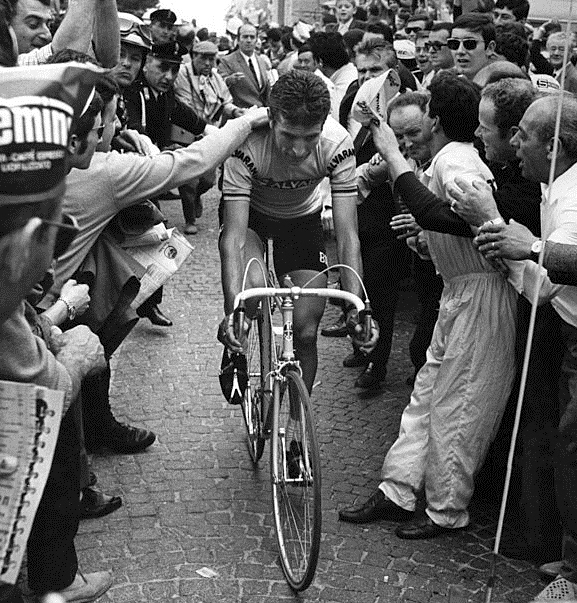
Felice Gimondi
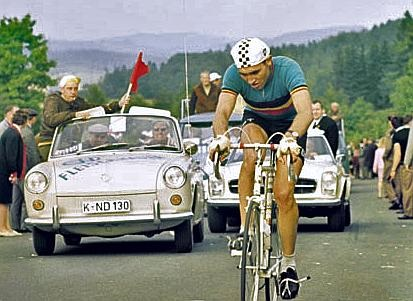
Eddy Merckx
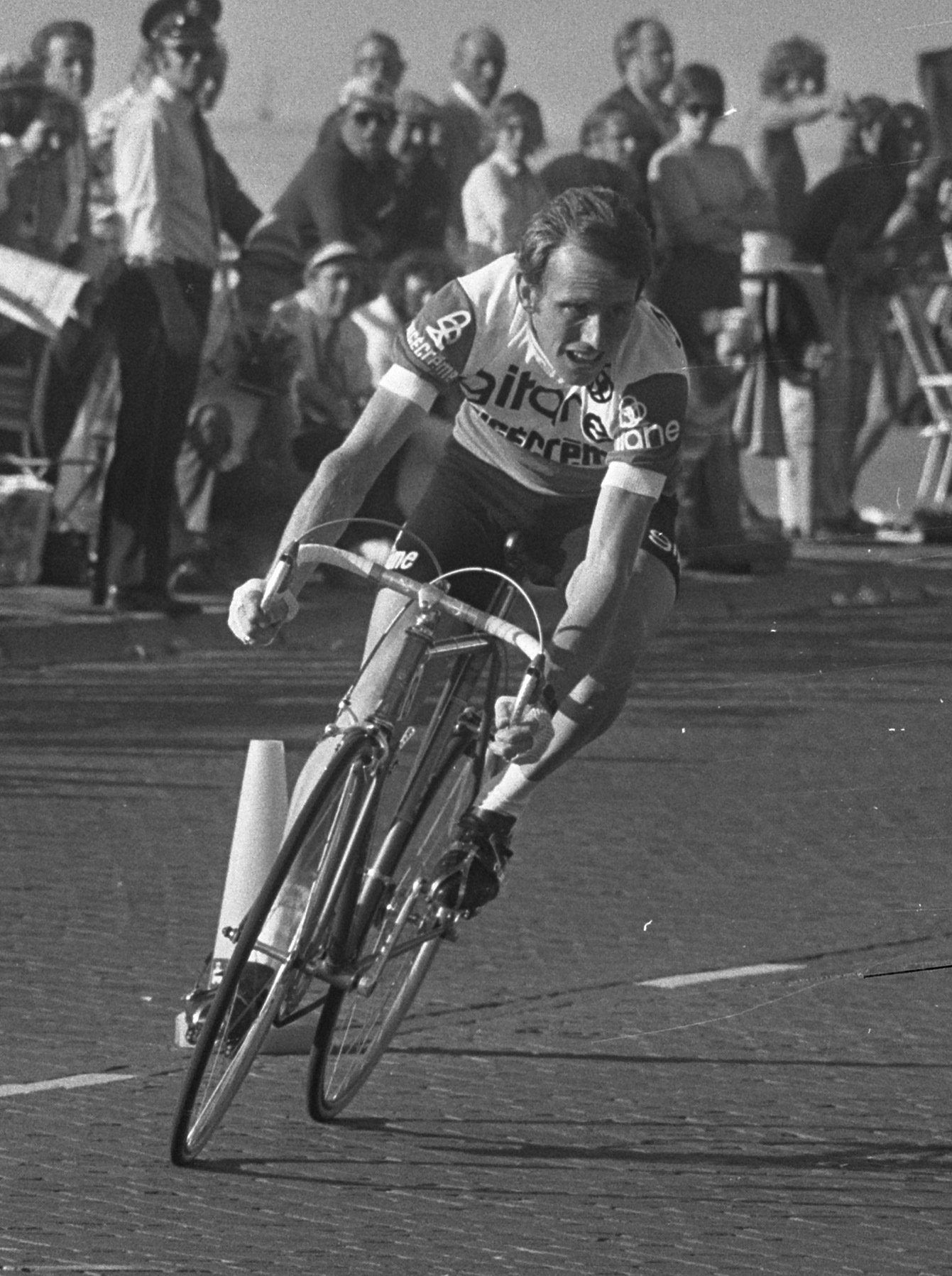
Joop Zoetemelk
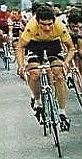
Bernard Hinault
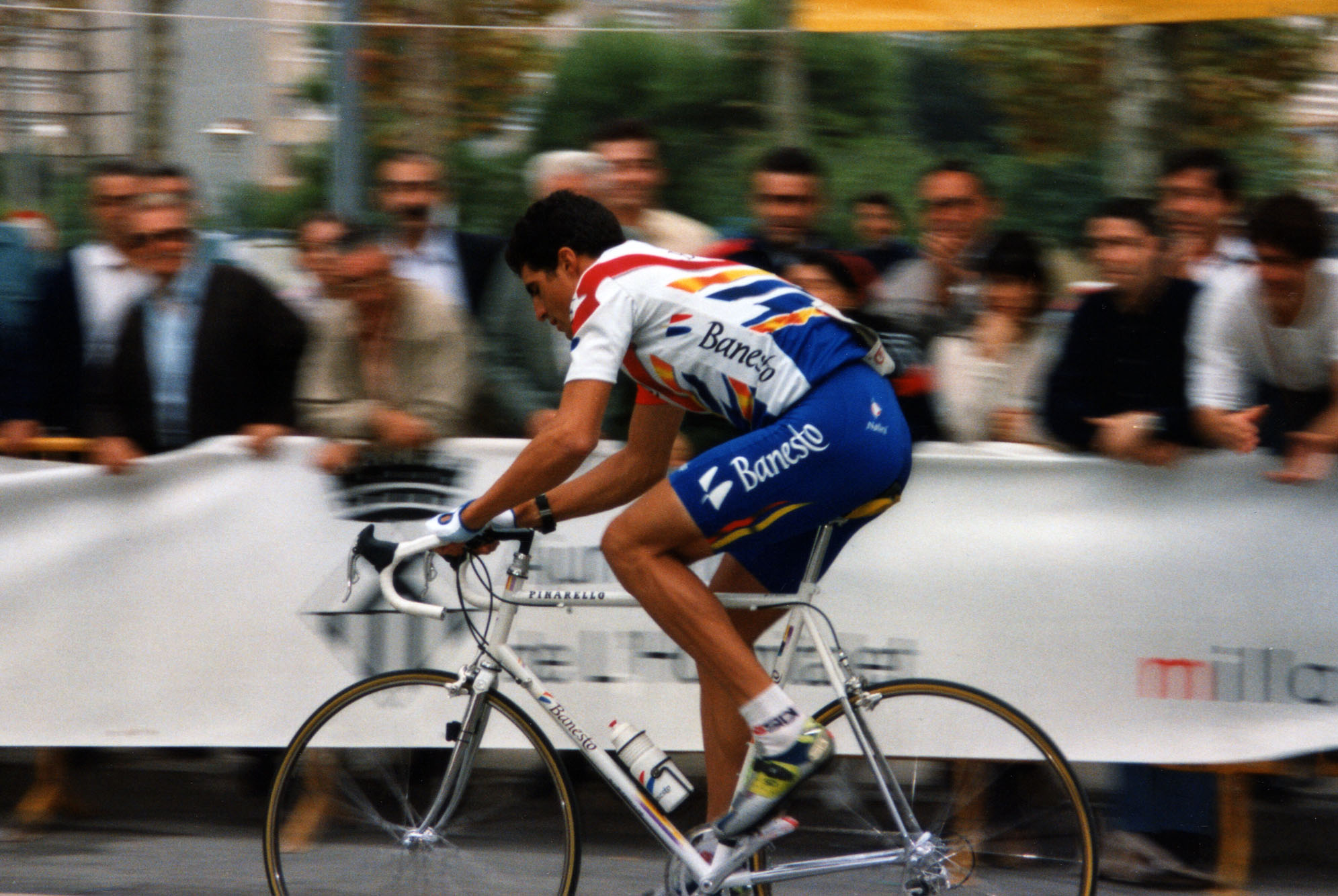
Miguel Indurain